# Lai du Cor
Il Lai du Cor (talvolta indicato in italiano come Il corno magico) è un breve componimento (meno di 600 versi), scritto in Inghilterra tra il 1170 e il 1180, da Robert Biket, in lingua anglo-normanna.
Nel lai (genere di breve racconto a tematica cortese) si narra un'avventura che avviene alla corte di Re Artù: un valletto misterioso, mandato dal re Mangoun di Moraine (baia scozzese, ma il nome è qui di fantasia), reca ad Artù un corno dalle proprietà meravigliose: l'uomo che riuscirà a bere il vino contenutovi avrà garanzia di avere una compagna di vita fedele. Nonostante i consigli alla prudenza, il re beve, e si trova inondato di vino da capo a piedi. La regina Ginevra tenta di discolparsi, ma il suo poco innocente discorso non ha altro risultato che di indurre il re a far bere tutti i cavalieri della corte e a farli egualmente sporcare, rivelando in questo modo a sé stessi e agli astanti l'infedeltà delle compagne. Solo un cavaliere, Caradoc, e la sua sposa superano la prova, ed ottengono in dono un feudo e il corno stesso. 
Traduzione di un tema-motivo di tradizione molto antica (se ne trovano esempi già nelle Storie di Erodoto), il Lai du Cor immette nella letteratura francese e progressivamente in tutta la letteratura europea, una storia di grande fortuna, ripresa da testi francesi, inglesi, tedeschi, italiani, per giungere, in pieno XVI secolo, sino all'Orlando furioso. A motivare tale apprezzamento sono la capacità del racconto di condurre una critica, più o meno garbata, sulla solidità e solidarietà di gruppi socialmente coesi (come ad esempio la corte), e di beffarsi della fedeltà femminile, ma anche della credulità e stolidezza maschile.